# Odbojkaški klub Vizura
L'Odbojkaški klub Vizura è una società pallavolistica femminile serba, con sede a Belgrado facente parte della rinomata polisportiva Vizura Sport.

## Storia
L'Odbojkaški Klub Vizura viene fondato nel 2004 all'interno della polisportiva Vizura Sport. Partendo dalle categorie minori, il club debutta in Superliga nella stagione 2009-10, qualificandosi anche per la Coppa CEV della stagione successiva.
Al termine della stagione 2012-13 il club cessa di esistere in seguito alla fusione con la società maschile del Partizan, che permette al club di riaprire la propria sezione femminile, il Partizan. La collaborazione tra i due club termina nel 2014, così il Vizura torna a disputare la Superliga nella stagione 2014-15, aggiudicandosi la Supercoppa serba, la coppa nazionale e lo scudetto; nell'annata seguente bissa la vittoria di tutti e tre i titoli nazionali, mentre nelle stagioni successive il club conquista altri due campionati consecutivi, inanellando una striscia di quattro titoli consecutivi, e altre due Supercoppe.
Nel giugno 2020 il club comunica il ritiro della prima squadra dal massimo campionato serbo, decidendo di concentrare la propria attività solamente sul settore giovanile.

## Palmarès
- Campionato serbo: 4

2014-15, 2015-16, 2016-17, 2017-18
- Coppa di Serbia: 2

2014-15, 2015-16
- Supercoppa serba: 4

2014, 2015, 2017, 2018